# Errore separativo
In filologia, la ricerca degli errori significativi comuni ad una tradizione manoscritta è una delle procedure fondamentali del cosiddetto Metodo di Lachmann. In particolare, si distingue tra errore separativo ed errore congiuntivo.
La definizione più nota di errore separativo è stata fornita da Paul Maas:  